# Черновская (Вологодская область)
Черновская — деревня в Вожегодском районе Вологодской области на реке Муж.
Входит в состав Нижнеслободского сельского поселения, с точки зрения административно-территориального деления — в Нижнеслободский сельсовет.
Расстояние по автодороге до районного центра Вожеги — 49,3 км, до центра муниципального образования Деревеньки — 0,3 км. Ближайшие населённые пункты — Якунинская, Деревенька, Федюнинская, Холдынка, Окуловская.
По переписи 2002 года население — 94 человека (44 мужчины, 50 женщин). Преобладающая национальность — русские (99 %).